# Грос-Ширштедт
Грос-Ширштедт (нем. Groß Schierstedt) — община в Германии, в земле Саксония-Анхальт. 
Входит в состав района Зальцланд. Подчиняется управлению Ашерслебен/Ланд.  Население составляет 630 человек (на 31 декабря 2006 года). Занимает площадь 6,25 км².

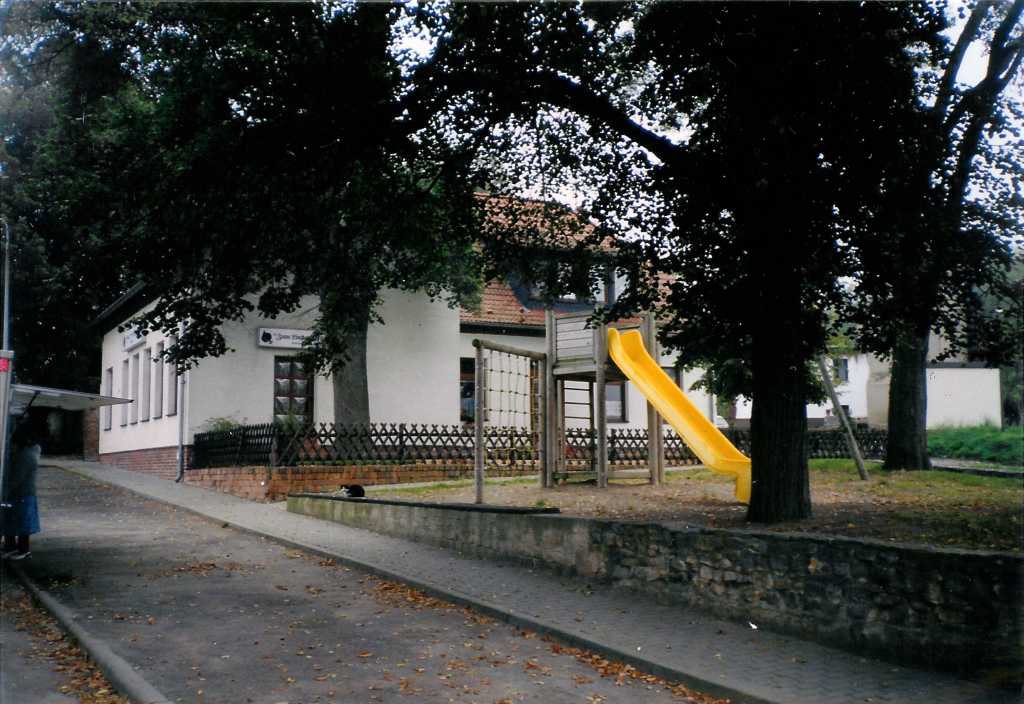
Грос-Ширштедт